# Andrea Beltratti
Andrea Beltratti (Torino, 9 febbraio 1959) è un economista e banchiere italiano.
Dal 2003 è professore ordinario presso l'Università Luigi Bocconi di Milano in cui è anche direttore dell'Executive Master in Finance di SDA Bocconi School of Management. Nel triennio 2010-2013 è stato Presidente del Consiglio di Gestione di Intesa Sanpaolo. Nel maggio del 2013 è stato nominato Presidente di Eurizon Capital.
Ad aprile 2025 è stato nominato Presidente del consiglio di Amministrazione di Revo Insurance, società quotata operante nei rami danni del mercato assicurativo.

## Biografia
Dopo aver concluso il liceo al Settimo Liceo Scientifico di Torino, si è laureato in Economia e Commercio presso l'Università degli Studi di Torino nel 1982, ha ottenuto una borsa di studio dalla Fondazione Luigi Einaudi di Torino nel 1985, ha conseguito un Dottorato di ricerca presso l'Università degli Studi di Pavia (1988) e un Ph.D in Economics presso l'Università di Yale (1989) con una tesi sulla volatilità dei prezzi delle azioni. In seguito, per sette anni fino al 1998, Beltratti ha lavorato come ricercatore presso la Facoltà di Economia dell'Università di Torino. Proprio dal 1998 ha assunto il ruolo di professore di Economia presso l'Università Bocconi.
Nel 1992 pubblica, insieme al suo relatore Robert J. Shiller, premio Nobel 2013, un paper sul Journal of Monetary Economics sul comovimento tra prezzi delle azioni e delle obbligazioni. Nello stesso anno si mette in evidenza con alcune pubblicazioni nell'ambito dell'economia sostenibile. Nei suoi studi, che analizzano tra l'altro alcuni dei principi di filosofia politica enunciati da John Rawls, Beltratti affronta il postulato che l'economia sia sostenibile quando non comprometta il benessere delle generazioni future. Diviene inoltre responsabile del Progetto di Ricerca sullo Sviluppo Sostenibile della Fondazione Enrico Mattei di Milano, svolto in collaborazione con membri della Columbia University, l'Università di Torino e l'Università di Siena, nonché membro della Commissione di Esperti per la Contabilità Ambientale per il progetto Contabilità ambientale organizzato da FEEM, ISTAT e Società Italiana degli Economisti. L'anno successivo continua il suo impegno per lo studio di una economia sostenibile come membro dell'Intergovernmental Panel on Climate Change.
Nell'agosto 1993, ha definito insieme a Geoffrey Heal e Graciela Chichilniski la "Green Golden Rule". Si tratta di una ricerca in ambito di economia ambientale in cui, a partire dalla classica Regola Aurea della crescita economica, si prendono in considerazione l'esistenza di risorse ambientali e l'intersezione tra finanza ed economia ambientale, prestando particolare attenzione al pricing dei permessi di emissione.
Nella seconda metà degli anni Novanta Beltratti studia l'applicazione delle reti neurali ai mercati finanziari e soprattutto collabora con Mordecai Kurz a Stanford alla redazione di un paper che applica la teoria dei Rational Beliefs all'equity premium puzzle.   Il progetto successivo, condotto insieme a Claudio Morana, ha riguardato l'econometria ad alta frequenza e la relazione tra la volatilità del mercato azionario e volatilità delle variabili macroeconomiche. Nel 2012 pubblica un paper con René Stulz nel quale analizza il rendimento azionario delle banche internazionali durante la crisi del credito, scoprendo un'associazione negativa tra gli indicatori di corporate governance e performance.
Negli anni 1994 e 1995 partecipa ai lavori estivi dello Stanford Institute of Theoretical Economics.
Nel 1997 assume l'incarico di coordinatore scientifico della Fondazione BSI-Gamma di Lugano, conservandolo fino al 2010. Due anni dopo fonda il Museo del risparmio a Torino.

### Carriera accademica
Nel 1998 è coordinatore scientifico del Master in Finanza organizzato dal CORIPE di Torino.
Nel 2000 assume l'incarico di Direttore del corso di laurea in Economia Politica e del corso di laurea in Discipline Economiche e Sociali presso l'Università Bocconi, incarico che conserva fino al 2004.
A partire da luglio 2002 è fellow dell'Ente per gli studi monetari, bancari e finanziari “Luigi Einaudi”.
Nel 2005 diviene membro nella Commissione per la legislazione universitaria e la didattica e per i dottorati di ricerca della Società Italiana degli Economisti, conservandolo fino al 2007.
Nel 2006 è membro della Commissione per l'assegnazione delle Borse di studio “Marco Fanno” per il perfezionamento all'estero delle discipline economiche.
Nel 2009 è nuovamente membro della Commissione per l'assegnazione delle Borse di studio “Marco Fanno” per il perfezionamento all'estero delle discipline economiche.

## Pubblicazioni
- The value relevance and timeliness of write-downs during the financial crisis of 2007-2009, International Journal of Accounting, 2014 (con N. Spear e M. Szabo);[13]
- Is M&A different during a financial crisis? Evidence from the European banking sector, Journal of Banking and Finance, 2013, (con G. Paladino);[14]
- The stock market reaction to the 2005 split share structure reform in China, Pacific Basin Finance Journal, 2012, 20, 543-560 (con B. Bortolotti and M. Caccavaio - anche European Central Bank working paper series no. 1339, ECB, Frankfurt);[15]
- The credit crisis around the globe: Why did some banks perform better? Journal of Financial Economics, 2012, 105, 1-17 (con R. Stulz - anche NBER working paper n. 15180);[10]
- Potential drawbacks of price based accounting I the insurance sector, Geneva Papers, 2007,32,163-177 (con G. Corvino);
- A Portfolio based evaluation of affine term structure models, Annals of Operations Research, 2007, Annals of Operation
- Breaks and persistency: macroeconomic causes of stock market volatilità, in Journal of Econometrics, 2006, 131, 151-177 8 con (Claudio Morana);[1]
- Statistical benefits of value-at-risk with long memory, in Journal of Risk, 2005, 7, 47-73 (con Claudio Morana);[1]
- Structural change and long run dependence in volatility of exchange rates: either, neither or both?, in Journal of Empirical Finance, 2004 8 (con Claudio Morana), 11, 629-658;[1]
- Scenario modeling for selective hedging strategies, in Journal of Economic Dynamics and Control, 2004 (con A. Laurent e S. Zenios, 28, 955-974);
- Scenario modeling for the management of international bond portfolios, annals of Operations Research, 1998, 85, 227-247 (con A. Consiglio e S. Zenios);
- The Equity Premium is no Puzzle, in Endogenous Economic Fluctuations, edito da M. moraz, Springer, 1997 (con M. Kurz);[9]
- Models of Economic Growth with Environmental Assets, Kluwer Academic Publishers, 1996;
- Artificial neural networks for Economic and Financial Modeling, International Thompson Publisher, London, 1995 (con S. Margarita and P. Terna);[16]
- The green golden rule, Economics Letters, 1995, 49, 175-179 (con G. Chichilnisky e G. Heal);[8]
- Actual and warranted relations between asset prices, in Oxford Economic Papers, vol.45,1993,387-402 (con Robert Shiller);
- Stock prices and bond yields: can their comovements be explained in terms of present value models?, in Journal of Monetary Economics, vol. 30,1992, pp.25-46(con Robert Shiller);
- U.s military expenditure and the dollar, in Economic Inquiry, vol. 27, ottobre 1989, 1-7 8 (con Vittorio Grilli).